# Жэньцзэ
Жэньцзэ́ (кит. упр. 任泽, пиньинь Rénzé) — район городского подчинения городского округа Синтай провинции Хэбэй (КНР). Уезд назван по названию владения Жэнь, существовавшего в царстве Цзинь.

## История
Во времена империи Западная Хань существовали уезды Жэньсянь (任县), Чжансянь (张县) и Гуансян (广乡县). При империи Восточная Хань уезд Чжансянь был расформирован. Во времена Троецарствия к уезду Жэньсянь были присоединены уезды Сянго (襄国县) и Наньхэ, но при империи Северная Вэй в 496 году были выделены вновь. При империи Северная Ци уезд Жэньсянь был присоединён к уезду Наньхэ, но при империи Тан в 621 году был выделен вновь. При империи Сун в 1072 году уезд Жэньсянь опять был присоединён к уезду Наньхэ, но в 1086 году был восстановлен вновь. При империи Юань в 1265 году уезд Жэньсянь был присоединён к уезду Синтай, но вскоре опять восстановлен.
В августе 1949 года был создан Специальный район Синтай (邢台专区), и уезд Жэньсянь вошёл в его состав. В мае 1958 года Специальный район Синтай был расформирован, и уезды Жэньсянь, Наньхэ, Пинсян и Гуанцзун были присоединены к уезду Цзюйлу, который вошёл в состав Специального района Ханьдань (邯郸专区). В мае 1961 года Специальный район Синтай был создан вновь, и уезд Жэньсянь, выделенный из уезда Цзюйлу опять вошёл в его состав. В 1962 году из уезда Жэньсянь был выделен уезд Наньхэ. В 1969 году Специальный район Синтай был переименован в Округ Синтай (邢台地区).
В 1993 году решением Госсовета КНР были расформированы округ Синтай и город Синтай, и образован Городской округ Синтай.
Постановлением Госсовета КНР от 5 июня 2020 года был расформирован уезд Жэньсянь, а вместо него образован район городского подчинения Жэньцзэ.

## Административное деление
Район Жэньцзэ делится на 4 посёлка и 4 волости.